# 이태구 (1920년)
이태구(李泰九, 1920년 11월 3일 ~ 1998년 10월 29일)는 대한민국의 정치인이다. 제11·12대 국회의원을 지냈다. 본관은 안성이며 호(號)는 백사(白史)이다.
제3공화국과 제4공화국에서 야당 인사로 활동했으나 원외에 있었다. 1969년 삼선개헌반대범국민투쟁위원회 지도위원으로 참여하였다. 1980년 제5공화국 출범의 기초를 놓은 국가보위입법회의에 참가한 뒤 민주한국당 전국구 의원으로 재선 국회의원을 지냈다.

## 학력
- 일본 와세다 대학 정체경제학과 학사 졸업(1943년)
- 대한민국 국방대학교 행정학사 1기(1956년)

## 약력
- 민정당 당무위원
- 한독당 당수
- 신민당 정무위원
- 민주통일당 부총재
- 국가보위입법회의 입법의원
- 1981년 ~ 1988년 : 제11,12대 국회의원 (민한당)
- 민주한국당 부총재
- 한일의원연맹 부회장
- 한국해외이주민문제연구소 회장
- 대한민국헌정회 부회장

## 역대 선거 결과
|  | 5.34% |

|  | 21.6% |

|  | 19.7% |